# 6-ホスホグルコン酸
6-ホスホグルコン酸（6-Phosphogluconate）はペントースリン酸回路の中間体である。
6-ホスホグルコノラクトナーゼの作用によって作られ、ホスホグルコン酸デヒドロゲナーゼによってリブロース-5-リン酸に変換される。